# شهرستان گیلز (تنسی)
شهرستان گیلز، تنسی (به انگلیسی: Giles County, Tennessee) یک سکونتگاه مسکونی در ایالات متحده آمریکا است که در تنسی واقع شده‌است.

## خصوصیات
شهرستان گیلز ۱٬۵۸۳ کیلومترمربع مساحت دارد.